# ناينتولوغي ستيلث II (موبايل)
ناينتولوغي ستيلث II (بالإنجليزية: Ninetology Stealth II)‏ هو هاتف ذكي ضمن سلسلة لمس يعمل بنظام أندرويد، تم طرحه في الأسواق في 6 مارس 2013.

## الخصائص
- نظام التشغيل: أندرويد
- الكاميرا الأمامية: 0.3 ميجابكسل
- الكاميرا الخلفية: 8 ميجابكسل
- الشاشة: إل سي دي
- الوزن: 164 غرام
- المعالج: 1.0 جيجا هرتز
- الذاكرة: 4 جيجابايت
- التخزين: 4 جيجابايت